# 布·埃里克松
布·埃里克松（瑞典語：Bo Ericson，1958年1月23日—），瑞典男子冰球运动员。他曾代表瑞典参加1984年冬季奥林匹克运动会冰球比赛，获得一枚铜牌。他也参加了1985年世界男子冰球锦标赛。